# Miguelanxo Prado
Miguelanxo Prado (La Coruña, 16 juli 1958) is een Spaans stripauteur.

## Carrière
Prado was in zijn jeugd vooral geïnteresseerd in litteratuur en schilderkunst en studeerde architectuur. Pas na de dood van Franco leerde hij de strips van Moebius, Bilal, Pratt, Muñoz en Sampayo kennen en besloot hij stripauteur te worden. Zijn strips behandelen onderwerpen die uit het leven zijn gegrepen en hebben een rijk kleurenpalet. De strips van Prado zijn one-shots, omdat hij steeds andere wegen wil bewandelen. Prado werkte ook gedurende zes jaar aan een animatiefilm, De profundis.

### Ardalén

#### Verhaal
Op zoek naar een spoor van haar grootvader, ontmoet Sabela in een klein dorp in Galicië zijn oude vriend Fidel. Het geheugen van Fidel is echter niet betrouwbaar en herinneringen vermengen zich met waanbeelden.

#### Achtergrond
Prado improviseerde het verhaal rond het concept van het geheugen en werd daarbij geïnspireerd door de magisch-realistische literatuur van Borges of Cortázar. Volgens Prado is het scenario niet autobiografisch, maar hij laat het wel afspelen in Galicië, de streek waar hij geboren is en woont. Het weerkerend element van de wind in een eucalyptusbos is wel uit het leven van de auteur gegrepen. Het scenario schreef Prado voor hij aan zijn tekenfilm begon. Daarna begon hij aan de tekeningen van deze strip, die direct in kleur werd geschilderd. De 256 pagina's kostten hem drie jaar werk.

#### Ontvangst
Criticus Damien Perez noemde deze strip "niet te missen", vol emotie, gedragen door een wind van mysterie en humanisme en dat nog lang blijft nazinderen.
- Bibsys: 90369780
- Biblioteca Nacional de España: XX879150
- Bibliothèque nationale de France: cb12084025d (data)
- Catàleg d'autoritats de noms i títols de Catalunya: 981058514294406706
- Gemeinsame Normdatei: 118158597
- International Standard Name Identifier: 0000 0001 2021 6798
- Library of Congress Control Number: n95109789
- Nationale Bibliotheek van Tsjechië: xx0205127
- Nationale Bibliotheek van Israël: 987007413654705171
- Nationale Bibliotheek van Polen: a0000001676494
- Nederlandse Thesaurus van Auteursnamen: 074773992
- Système universitaire de documentation: 029155916
- Virtual International Authority File: 17248539
- WorldCat: E39PBJx4tBjyMmTJ8P4hxGw3cP